# Possessio civilis
Possessio civilis (wörtlich Bürgerlicher Besitz) ist ein Begriff aus dem Römischen Recht und bezeichnet eine Form des von einem Besitzwillen getragenen Besitzes. So begründet sie beispielsweise bei der res nec mancipi, dass der Erwerb auch durch eine formlose Übergabe, eine sogenannte traditio ex iusta causa, stattfinden kann. Bei der res mancipi sowie in einigen weiteren Fällen des Erwerbs Nichtberechtigter gehört sie zum Tatbestand der Ersitzung, der sogenannten usucapio und ist eine der Voraussetzungen für die Actio Publiciana.
Voraussetzung für eine possessio civilis ist der tatsächliche Besitz auf Grundlage eines anerkannten Erwerbstitels, dem sogenannten iusta causa possessionis. Dieser kann in Form beispielsweise eines Kaufs, einer Schenkung oder einer Erbschaft erfolgen.